# Kathalijne Buitenweg
Pour les articles homonymes, voir Buitenweg.
Kathalijne Buitenweg, née le 27 mars 1970 à Rotterdam, est une femme politique néerlandaise. Membre de la Gauche verte (GL), elle est élue au Parlement européen de 1999 à 2009 et à la Seconde Chambre des États généraux de 2017 à 2021.
En 1999, elle est élue députée européenne sur la liste menée par Joost Lagendijk, avant de conduire elle-même la liste écologiste en 2004. Elle effectue un mandat de représentante à la suite des élections législatives de 2017 avant d'être nommée conseillère d'État en 2021 sur proposition du gouvernement.

## Diplômes
- 1989 : propédeutique d'histoire ;
- 1994 : maîtrise d'études européennes ;
- 1994 : maîtrise d'américanisme à l'université d'Amsterdam (UvA) ;
- 1997 : mercatique A à l'Institut néerlandais de mercatique (NIMA).

## Engagements au Parlement européen
- Membre de la commission des libertés civiles, de la justice et des affaires intérieures ;
- Membre de la délégation pour les relations avec les États-Unis ;
- Membre suppléante de la commission des budgets ;
- Membre suppléante de la commission temporaire sur les défis politiques et les moyens budgétaires de l'Union élargie 2007-2013 ;
- Membre suppléante de la délégation pour les relations avec la république populaire de Chine.